# Gentiana lutea
La genziana maggiore (Gentiana lutea L., 1753) è una pianta erbacea perenne appartenente alla famiglia delle Genzianacee.

## Etimologia
L'epiteto "maggiore", con cui è comunemente denominata la specie, si riferisce alle sue dimensioni, superiori a quelle delle altre specie del genere Gentiana, mentre il termine "lutea" si riferisce al colore giallo dei fiori, diversamente dalle genziane blu dell'iconografia alpina.

## Descrizione
Si tratta di un'erba perenne, glabra, con grande rizoma ramificato e fusto cavo, semplice ed eretto, alta da 40 a 150 cm.
Le foglie basali sono opposte, picciolate, grandi, di forma lanceolata, lunghe fino a 25 cm e larghe fino a 10 cm con nervature parallele evidenti. Quelle caulinari sono più piccole, sessili, e amplessicauli.
Può avere da tre a dieci fiori in verticilli disposti all'ascella di foglie amplessicauli; la corolla di ciascun fiore, di colore giallo, è divisa in 5-6 lacinie. Fiorisce per la prima volta a dieci anni di età.
I semi sono a diffusione anemofila.

## Distribuzione e habitat
Gentiana lutea ha una areale prevalentemente europeo che si estende ad est sino alla Turchia.
Cresce nelle foreste decidue e di conifere montane dei Pirenei, delle Alpi, dei Balcani e dei Carpazi, in prati ed alpeggi poco umidi, su terreni calcarei, fino ai 2500 m s.l.m..

## Fitoterapia
La genziana maggiore è considerata un eupeptico: stimola l'appetito e aiuta la digestione. In quanto pianta medicinale veniva coltivata già durante il Medioevo. Se ne utilizzano le radici.  Per il gusto amaro ma profumato e le proprietà digestive viene largamente usata in liquoreria, entrando nella composizione di diversi amari. È abbastanza comune trovare nelle regioni alpine e nelle zone dell'appennino Abruzzese un liquore nella quale è stata lasciata in infusione una radice di genziana, che le conferisce un aroma caratteristico e proprietà digestive.
Nella raccolta può essere confusa con il tossico veratro (Veratrum album), in quanto con morfologia simile ma con foglie alterne e non opposte.
Le piante del genere Gentiana hanno una lunga tradizione per quanto riguarda l'utilizzo medicinale in Europa e in Asia. Gli studi fitochimici hanno mostrato che i principali componenti bioattivi isolati da questo genere includono flavonoidi, xantoni e iridoidi tra cui il gentiopicroside, principale componente di questa pianta. Questi composti mostrano un'ampia gamma di attività protettive tra cui protezione epatica, protezione gastrointestinale, protezione cardiovascolare, immunomodulazione, protezione delle articolazioni, protezione polmonare, protezione ossea e protezione riproduttiva.

## Leggende
Una leggenda ungherese racconta che durante una grande pestilenza, la quale non trovava soluzione nonostante gli umani sforzi, al re Ladislao il Santo apparve in sogno un angelo, il quale gli disse che all'alba appena sveglio, avrebbe dovuto tirare una freccia nel cielo; questa gli avrebbe indicato il rimedio per guarire il suo popolo. Il mattino seguente il re lanciò la freccia che cadde su una genziana; la radice fu subito somministrata agli appestati, che in questo modo guarirono.
Altre leggende raccontano di cavalieri colpiti da incantesimi d'amore per la bellezza della pianta, per la magnificenza dei suoi colori e per il suo fascino.